# Gravetat superficial
La gravetat superficial, g, d'un objecte astronòmic és l'acceleració gravitatòria que s'experimenta a la seva superfície. Es pot considerar la gravetat superficial com la gravetat que experimenta una partícula hipotètica que es trobi molt a prop de la superfície de l'objecte i que, per no distorsionar el sistema, tingui una massa negligible.
La gravetat superficial es mesura en unitats d'acceleració, que, en el SI, són els metres per segon al quadrat. També es pot expressar com a múltiple de la gravetat estàndard de la Terra, g = 9,80665 m/s². En astrofísica, la gravetat superficial es pot expressar com a log g, que s'obté expressant primer la gravetat en unitats cegesimals, on la unitat d'acceleració són centímetres per segon al quadrat, i llavors fent-ne el logaritme en base 10.